# Lata 80. XX wieku

## Wydarzenia

### Wydarzenia w Polsce
- 1980 – protesty robotnicze w Polsce, kulminacja w sierpniu na tzw. Wybrzeżu i w konsekwencji powstanie, zalegalizowanie i dynamiczny rozwój niezależnego od władz PRL związku zawodowego „Solidarność”, który przekształcił się w ruch społeczny[1]; Nagroda Nobla w dziedzinie literatury dla Czesława Miłosza[2]
- 1981 – wprowadzenie w Polsce stanu wojennego przez władzę wojskowo-polityczną PRL przeciwko zwolennikom i członkom Solidarności[3][4], początek transformacji władzy z politycznej na majątkową
- rozwój wydawnictw drugiego obiegu[5]
- 1983 – pokojowa Nagroda Nobla dla Lecha Wałęsy[6]
- 1983, 1987 – wizyty Jana Pawła II w Polsce[7][8]
- 1984 – zabójstwo księdza Jerzego Popiełuszki[9]
- 1986 – wdrażanie zmian gospodarczych dla uprzywilejowanych członków PZPR i służb specjalnych, sił zbrojnych (firmy polonijne); amnestia dla więźniów politycznych[10]
- 1988 – fala strajków wiosną i latem w polskich zakładach i przedsiębiorstwach[11], debata Wałęsa-Miodowicz[12], rozmowy w Magdalence[13].
- 1989 – tzw. Ustawa Wilczka[14], pokojowy upadek reżimu PRL (Okrągły Stół[15], Wybory do tzw. Sejmu kontraktowego[16]), powstanie rządu Tadeusza Mazowieckiego[17] i wprowadzenie planu Sachsa-Liptona przez L.Balcerowicza nazywanym w Polsce od jego nazwiska planem Balcerowicza[18][19]
- inflacja w PRL i wprowadzenie banknotów o nominale od 5000 do 50000 PLZ[20]

### Wydarzenia na świecie
- 1980 – bojkot przez państwa kapitalistyczne igrzysk olimpijskich w Moskwie[21]; śmierć w zamachu Johna Lennona[22]
- 1980–1988 – wojna iracko-irańska[23]
- 1981 – zamachy na życie papieża Jana Pawła II[24] i Ronalda Reagana[25]
- 1982 – urodził się książę William; wojna o Falklandy[26][27][28]
- 1983 – zestrzelenie samolotu pasażerskiego linii Korean Air nad terytorium ZSRR[29]; inwazja USA na Grenadę[30][31]
- 1984 – śmierć w zamachu Indiry Gandhi[32]; bojkot igrzysk olimpijskich w Los Angeles przez państwa bloku wschodniego[33]
- 1983–1985 – Klęska głodu w Etiopii[34]
- 1985 – początek pieriestrojki w ZSRR[35]
- 1986 – katastrofa elektrowni jądrowej w Czarnobylu[36]; śmierć w zamachu Olofa Palme[37]; Katastrofa promu Challenger[38]; katastrofa tankowca MT Exxon Valdez[39]
- 1988 – Katastrofa lotu Pan Am 103[40]
- 1989 – upadek komunizmu w Europie Środkowej[41][42] (upadek Muru Berlińskiego[43], aksamitna rewolucja w Czechosłowacji[44][45], Rewolucja w Rumunii[46]); masakra studentów na Placu Tian’anmen[47]; inwazja USA na Panamę[48]
- wojna w Afganistanie

## Muzyka
- popularyzacja muzyki rockowej w Polsce i jej dynamiczny rozwój[49]
- duża popularność muzyki punkowej[50][51][52] i muzyki heavymetalowej na początku dekady[53]
- 1985 – koncert Live Aid[54]
- moda na muzykę syntezatorową (italo disco[55], Euro Disco[55], Hi-NRG[56], electro[57], synth pop[58]/electropop, New Romantic[59] i New Wave[58])
- powstanie w USA muzyki house i techno oraz początki elektronicznej muzyki tanecznej (muzyki klubowej)[60]
- powstanie w Europie muzyki eurodance[61]
- powstanie w Polsce muzyki disco polo[62]

## Nauka
- odkrycie fullerenów
- moda na kostkę Rubika
- początek pandemii AIDS
- pierwsze loty wahadłowców (Stany Zjednoczone i ZSRR)

## Technika
- popularyzacja magnetofonów kasetowych i walkmanów
- powstał pierwszy telefon komórkowy
- powstanie CD
- upowszechnienie pierwszych komputerów osobistych
- upowszechnienie telewizji satelitarnej
- GPS
- GLONASS
- upowszechnienie domowych konsol do gier
- pojawienie się ruchu wolnego oprogramowania (FSF) i GNU
- 12 marca 1989 – wynalezienie systemu informacyjnego World Wide Web (WWW)[63].

## Osoby

### Polscy politycy
- Edward Babiuch
- Leszek Balcerowicz
- Bronisław Geremek
- Edward Gierek
- Wojciech Jaruzelski
- Ryszard Kaczorowski
- Stanisław Kania
- Czesław Kiszczak
- Jacek Kuroń
- Tadeusz Mazowiecki
- Adam Michnik
- Edward Bernard Raczyński
- Mieczysław Rakowski
- Kazimierz Sabbat
- Lech Wałęsa

### Politycy zagraniczni
- Akihito
- Jurij Andropow
- Jasir Arafat
- Pieter Willem Botha
- Deng Xiaoping
- Leonid Breżniew
- George H.W. Bush
- Jimmy Carter
- Fidel Castro
- Konstantin Czernienko
- Erich Honecker
- Elżbieta II
- Indira Gandhi
- Michaił Gorbaczow
- Hirohito
- Saddam Husajn
- Ruhollah Chomejni
- Kim Ir Sen
- Mu’ammar al-Kaddafi
- Frederik de Klerk
- Helmut Kohl
- François Mitterrand
- Nicolae Ceaușescu
- Menachem Begin
- Icchak Szamir
- Husni Mubarak
- Hafiz al-Asad
- Augusto Pinochet
- Ronald Reagan
- Anwar as-Sadat
- Margaret Thatcher

### Filmowcy
- Al Pacino
- Don Johnson
- Robert De Niro
- Woody Allen
- Clint Eastwood
- Marlon Brando
- Aleksander Ford
- Stanley Kubrick
- Alfred Hitchcock
- John Landis
- John Belushi
- David Lynch
- Jack Nicholson
- Brian De Palma
- Jane Fonda
- Stanisław Bareja
- Sergio Leone
- James Caan
- Andrzej Wajda
- Krzysztof Krauze
- Krzysztof Zanussi
- Roman Polański
- Sylvester Stallone
- Arnold Schwarzenegger
- Chuck Norris
- Goldie Hawn
- Patrick Swayze
- Eddie Murphy
- Bruce Willis
- Mel Gibson
- Demi Moore
- Sean Penn
- Kevin Bacon
- Bill Murray
- Chevy Chase
- Dan Aykroyd
- Steve Martin
- Joe Pesci
- Kevin Costner
- Dennis Hopper
- Danny Glover
- Samuel L. Jackson
- Denzel Washington
- Harrison Ford
- Gene Wilder
- Michael Douglas
- Sharon Stone
- Michelle Pfeiffer
- Geena Davis
- Sissy Spacek
- Francis Ford Coppola
- Sydney Pollack
- Meryl Streep
- Alec Baldwin
- Paul Newman
- Michael Caine
- Anjelica Huston
- Raul Julia
- Piotr Fronczewski
- Krystyna Janda
- Krzysztof Kieślowski
- Juliusz Machulski
- Steven Spielberg

### Muzycy i zespoły
- ABBA
- AC/DC
- Aerosmith
- A-ha
- Alphaville
- Ałła Pugaczowa
- Anna Jantar
- Annie Lennox
- Aretha Franklin
- Banda i Wanda
- Bad Boys Blue
- Björk
- Bajm
- Bananarama
- Basia Trzetrzelewska
- Beastie Boys
- Belinda Carlisle
- Bee Gees
- Billy Idol
- Black Flag
- Black Sabbath
- Blondie
- Bob Marley
- Boney M.
- Bon Jovi
- Bonnie Tyler
- Budka Suflera
- Bruce Springsteen
- Bryan Adams
- C.C. Catch
- Cher
- Classix Nouveaux
- Cyndi Lauper
- Chris de Burgh
- Chris Norman
- Culture Club
- Czerwone Gitary
- Czesław Niemen
- Dalida
- David Bowie
- Dead Kennedys
- Depeche Mode
- Desireless
- Donna Summer
- Duran Duran
- Edyta Geppert
- Eleni
- Enya
- Elton John
- Erasure
- Eric Clapton
- Europe
- Eurythmics
- Eruption
- Ewa Bem
- Falco
- Fancy
- Foreigner
- Fleetwood Mac
- Francesco Napoli
- Freddie Mercury
- Franek Kimono
- Frank Sinatra
- Frank Zappa
- GBH
- George Harrison
- George Michael
- Genesis
- Giorgio Moroder
- Gloria Gaynor
- Grandmaster Flash
- Grażyna Łobaszewska
- Guns N’ Roses
- Hanna Banaszak
- Halina Frąckowiak
- Heart
- Howard Jones
- Irena Jarocka
- Irena Santor
- Iron Maiden
- Izabela Trojanowska
- James Brown
- Jennifer Rush
- Joan Jett
- Joy Division
- Japan
- Jurij Szatunow
- John Denver
- Johnny Hates Jazz
- Kaoma
- Kajagoogoo
- Kapitan Nemo
- Kate Bush
- Kim Wilde
- Kim Carnes
- Kylie Minogue
- Kombi
- Kult
- Kraftwerk
- Krzysztof Klenczon
- Krzysztof Krawczyk
- Lady Pank
- Laura Branigan
- Lionel Richie
- Lombard
- Luciano Pavarotti
- Maanam
- Madonna
- Maryla Rodowicz
- Madness
- Megadeth
- Metallica
- Michael Bolton
- Michael Jackson
- Midnight Oil
- Mike Oldfield
- Mieczysław Fogg
- Miles Davis
- Modern Talking
- Motörhead
- Nena
- Nirvana
- Ottawan
- Opus
- Ozzy Osbourne
- Paula Abdul
- Paul McCartney
- Paul Young
- Phil Collins
- Pink Floyd
- Peter Gabriel
- Perfect
- Pet Shop Boys
- Public Enemy
- Oddział Zamknięty
- OMD
- Queen
- Ray Charles
- Red Hot Chili Peppers
- Republika
- Rezerwat
- Richard Marx
- Rick Astley
- Robin Beck
- Roxette
- Roy Orbison
- Run-D.M.C.
- Sabrina
- Sam Brown
- Samantha Fox
- Sandra
- Shakin’ Dudi
- Savage
- Sinéad O’Connor
- Silent Circle
- Simple Minds
- Simply Red
- Slayer
- Sofia Rotaru
- Status Quo
- Stevie Wonder
- Sting
- Spandau Ballet
- Survivor
- Suzanne Vega
- Taylor Dayne
- Tears for Fears
- The Beach Boys
- The Rolling Stones
- The Bangles
- The Clash
- The Exploited
- The Police
- The Twins
- Tina Turner
- Tom Jones
- Toto
- TSA
- Turbo
- T.Love
- U2
- Ultravox
- Universe
- Urszula
- Vanessa Paradis
- Van Halen
- Village People
- Violetta Villas
- Wham!
- Whitesnake
- Whitney Houston
- Yazoo
- Ziggy Marley
- Zdzisława Sośnicka
- Zucchero

### Pisarze
- Jarosław Iwaszkiewicz
- Czesław Miłosz
- Zbigniew Herbert
- Wisława Szymborska
- William Wharton
- Stephen King
- Gabriel García Márquez
- Miron Białoszewski
- Igor Newerly
- Leopold Buczkowski
- Samuel Beckett
- Mario Puzo
- Jerzy Waldorff
- Alfred Szklarski
- Zbigniew Nienacki
- William Golding
- Aleksandr Sołżenicyn
- Anne Rice

### Sportowcy
- Ayrton Senna
- Alain Prost
- Freddie Spencer
- Diego Maradona
- Dino Zoff
- Marco van Basten
- Ruud Gullit
- Ronald Koeman
- Frank Rijkaard
- Johan Cruijff
- Karl-Heinz Rummenigge
- Rudi Völler
- Franz Beckenbauer
- Nelson Piquet
- Zbigniew Boniek
- Niki Lauda
- Gary Lineker
- Paolo Rossi
- Grzegorz Lato
- Józef Młynarczyk
- Andrzej Szarmach
- Władysław Kozakiewicz
- Jacek Wszoła
- Serhij Bubka
- Steffi Graf
- Martina Navrátilová
- Mike Tyson
- Lennox Lewis
- Evander Holyfield
- Julio César Chávez
- Michel Platini
- Matti Nykänen
- Michael Jordan
- Magic Johnson
- Wayne Gretzky
- Wojciech Fibak
- Zico

### Duchowni
- Jan Paweł II
- XIV Dalajlama
- Jerzy Popiełuszko
- Stefan Wyszyński
- Matka Teresa z Kalkuty

### Pozostali
- Oskar Romero
- Enzo Ferrari
- Salvador Dalí
- Monty Python
- Aleksander Gudzowaty
- Bill Gates
- Tadeusz Reichstein
- John Nash Jr.
- Tank Man